# Pippuhana gandu
Pippuhana gandu là một loài nhện trong họ Anyphaenidae.
Loài này thuộc chi Pippuhana. Pippuhana gandu được miêu tả năm 1997 * bởi Antonio D. Brescovit.